# Clara Hätzlerin
Clara Hätzlerin (née vers 1430 à Augsbourg et morte en 1476 ou 1477) est une scribe et écrivaine allemande.

## Biographie
Clara Hätzlerin est issue d'une famille de notaires d'Augsbourg. Son père Bartholomäus a rédigé, pour des citoyens riches, leurs réclamations légales. Il est documenté à la fois dans les livres fiscaux entre 1409 et 1443 ainsi que dans le Missivbuch d'Augsbourg, en tant que témoin dans une note hypothécaire de Marx Lang.  Bartholomäus Hätzler meurt en 1444 ou 1445. Son fils aîné Bartholomäus reprend le cabinet d'avocats et la charge fiscale. Il est documenté entre 1451 et 1496 en tant que notaire.
Clara Hätzlerin effectue des copies des codex allemands contre paiement. Ses revenus sont inscrits dans les livres fiscaux d'Augsburg entre 1452 et 1476.

## Scribe
Dans la recherche médiéviste, Clara Hätzlerin est d'abord citée en tant que religieuse. Au XVe siècle, les femmes scribes appartiennent à un ordre clérical. L'hypothèse que Clara Hätzlerin était une religieuse a été mise en question pour la première fois lors de la lecture de son livre de chansons, car il contient des chansons profanes.  La preuve irréfutable est fournie par les registres fiscaux d'Augsbourg, qui montrent que Clara Hätzlerin a payé des impôts dans la maison de son père pendant 24 ans, ce qu'elle n'aurait jamais pu faire en tant que religieuse, car dans ce cas, sa fortune serait allée au monastère .
La profession de scribes est un phénomène du XVe siècle, une époque où le besoin de documents écrits notamment commerciaux devient important. La ville d'Augsbourg a joué un rôle de pionnier dans ce domaine, avec plus de 30 scribes. Les scribes sont principalement des laïcs qui font des copies bon marché de manuscrit pour le public et non plus, comme c'était la coutume jusque-là, des membres du clergé qui s'étaient spécialisés dans la conception artistique des manuscrits. Outre Clara Hätzlerin, les calligraphes Heinrich Molitor et Heinrich Lengefeld ou Konrad Bollstatter appartiennent également à ce groupe de personnes.  Pour les scribes, il est assez courant de travailler dans la rédaction publique, juridique ou administrative. Clara Hätzlerin a travaillé dans le cabinet d'avocats de son père Bartholomäus Hätzler et de son frère du même nom. En plus, elle a effectué des copies manuscrites de livres commandés. Certains manuscrits de sa plume sont conservés.
La reconnaissance de Clara Hätzlerin en tant qu'écrivaine a pris du temps dans les études médiévistes germaniques. Elle était recensée comme copiste de manuscrits médiévaux.
Des recherches récentes montrent son importance, notamment dans le domaine de la paléographie. Clara Hätzlerin  a écrit ses textes dans une police de caractères très lisible et soigneusement travaillée, que les paléographes utilisaient souvent comme prototype dans les cabinets d'avocats au XVe siècle. L'utilisation cohérente de l'écriture à la fin de tous les codex a permis leur inclusion dans le projet DAmalS, de l'Institut d'études allemandes de l'Université Karl-Franzens de Graz. Les médiévistes identifient l'auteur d'un manuscrit à l'aide d'un référentiel. Les manuscrits de Clara Hätzlerin servent de référence pour l'identification paléographique.

## Œuvres
Huit textes de Clara Hätzlerin sont connus. Le décompte de 9 codex apparaît également occasionnellement dans la littérature de recherche. Ceci est basé sur l'hypothèse que le manuscrit de Salzbourg en deux parties sur La vie sainte devrait être considéré comme deux œuvres distinctes.
Ses écrits sont des livres juridiques, de la littérature de chasse, une œuvre du domaine du mysticisme et de la magie et le manuscrit collectif Livre de chansons. Les huit codex sont datés entre 1467 et 1473. Ils ont été écrits dans une police de caractères typique de Clara Hätzlerin, à savoir la Kanzleibastarda, et pourraient sans aucun doute être attribués à Clara Hätzlerin en tant qu'écrivaine, puisqu'elle a signé elle-même la plupart des manuscrits,.
Le Livre de chansons de Clara Hätzlerin est un recueil importants de la fin du Moyen Âge. Il comprend des poèmes d’amour, des chansons d’amour profanes et des discours. Outre des auteurs anonymes, Konrad von Würzburg, Oswald von Wolkenstein et Hermann von Sachsenheim sont représentés. Cette copie d'une précédente collection de textes est réalisée par Clara Hätzlerin pour les membres de la ville d'Augsbourg.

## Manuscrits
- (de) Die bekrönung kaiser Fridrichs, Heidelberg, Bibliothèque palatine, 1467 (lire en ligne)
- Beizbüchlein, Donaueschingen, 1468
- (de) Liderbuch, Prague, Musée national de Prague, 1470 (lire en ligne)
- Heinrich Münsinger, von den valcken, habichen, sperbern, pfäriden und hunden, Stuttgart, HB XI 51, 1473
- Schwabenspiegel : Vienne, Bibliothèque nationale autrichienne, cvp Ser. n.3614 (3e quart du XVe siècle)
- Augsburger Stadtrecht von 1276: Augsburg, bibliothèque d'Augsbourg, non daté
- (de) Hartlieb Johannes, Buch aller verbotenen Kunst, Heidelberg, vers 1465 (lire en ligne)
- Der Heiligen Leben, Salzbourg, archi-abbaye Saint-Pierre, b. XII 19a.-b., non daté

## Postérité
- Dans Carmina Burana, Carl Orff fait mention à plusieurs reprises au livre de chansons de Clara Hätzlerin[7].
- Clara Hätzlerin est citée dans l’œuvre The Dinner Party de Judy Chicago[8].